# Drepanosauridae
Los drepanosáuridos (Drepanosauridae) son una extraña familia de arcosauromorfos que vivieron en el Triásico en lo que ahora es Norteamérica, Europa y Asia. Los drepanosáuridos se caracterizaban por sus extraños miembros especializados en trepar y colas generalmente prensiles, adaptaciones para la vida en los árboles, y/o posiblemente un estilo de vida acuático. Se han encontrado fósiles en Kirguistán, Arizona, Nuevo México, Nueva Jersey, Inglaterra y el norte de Italia.

## Descripción

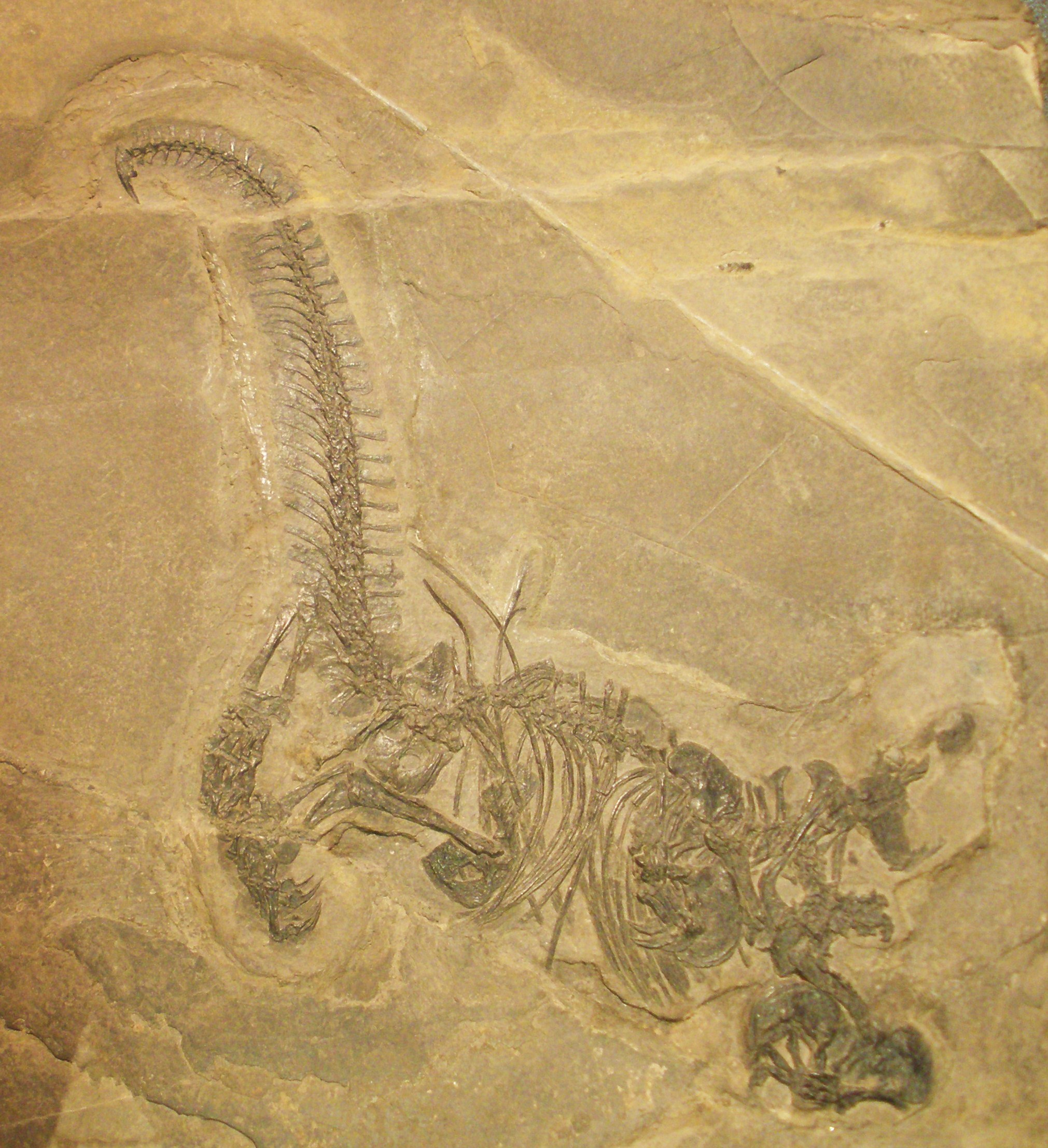
Espécimen fósil de Drepanosaurus unguicaudatus.

Los drepanosaurios son notables por sus distintivos cráneos triangulares, que recuerdan a los de las aves. Incluso algunos drepanosaurios, como Hypuronector, tenían picos agudos y desdentados como las aves. Esta similitud a las aves puede haber llevado a la posible atribución errónea de un cráneo de drepanosaurio a la antes considerada "primera ave", Protoavis.
Lo drepanosaurios exhibían un conjunto de extrañas características en el esqueleto, similares a las de los camaleones. Sobre los hombros de muchas especies había una "joroba" especializada formada por la fusión de las vértebras, posiblemente usada para avanzados puntos de sujeción musculares del cuello, y para permitir rápidos movimientos de golpeteo con la cabeza (quizás para atrapar insectos). Muchos tenían manos modificadas con dos dedos opuestos a los otros tres, una adaptación para aferrarse a las ramas. Algunos individuos de Megalancosaurus (posiblemente un rasgo exclusivo de macho o hembras) tenía un dedo oponible como el de un primate en cada pie, quizás usado por uno de los sexos para tener agarre adicional durante el apareamiento. Muchas especies tenían anchas colas prensiles, algunas equipadas con una gran "garra" al final de la misma, de nuevo para ayudarse a escalar. Estas colas, aplanadas y altas como las de las salamandras y cocodrilos, han llevado a algunos investigadores a concluir que eran más acuáticos que arbóreos. En 2004, Senter descartó esta idea, mientras que Colbert y Olsen, en su descripción de Hypuronector, establecieron que mientras que los demás drepanosaurios probablemente eran arbóreos, Hypuronector estaba adaptado de manera única a la vida acuática. La cola de este género era bastante alta y no era prensil – mucho más parecida a una aleta que la de los miembros del más inclusivo grupo Drepanosauridae.

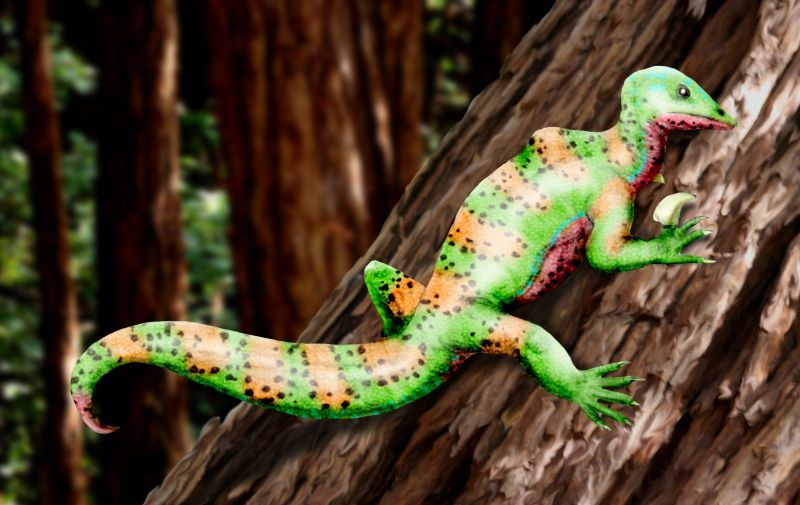
Recreación de Drepanosaurus unguicaudatus.

## Clasificación

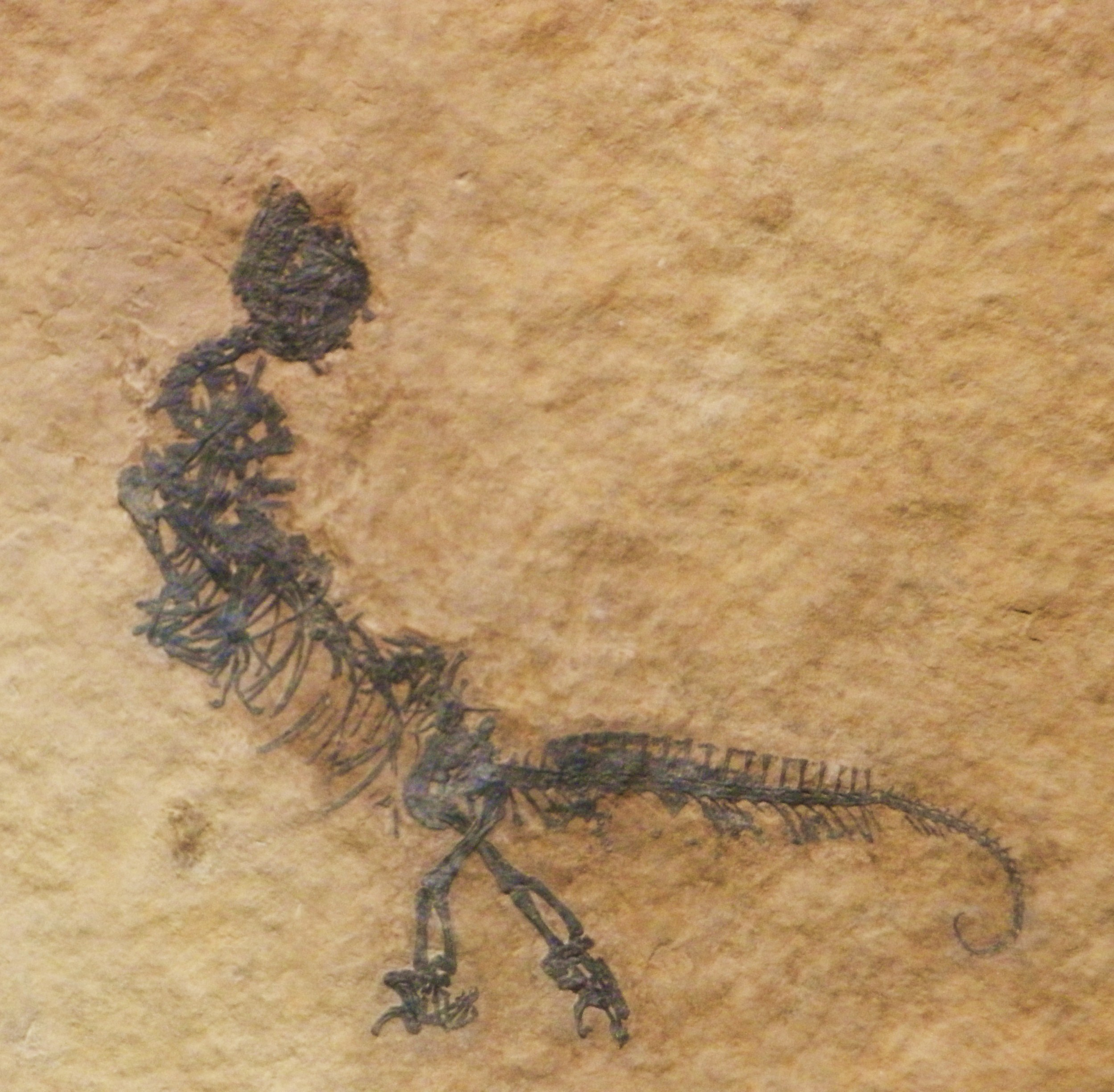
Fósil de Vallesaurus cenensis.

Desde su descubrimiento, la posición filogenética de los drepanosáuridos ha variado mucho.
Cladograma según Renesto y colaboradores (2010):
|                   | Dolabrosaurus                                                     |
|                   |                                                                   |
| Megalancosaurinae | \| \| Drepanosaurus \| \| \| \| \| \| Megalancosaurus \| \| \| \| |
|                   | \| \| Drepanosaurus \| \| \| \| \| \| Megalancosaurus \| \| \| \| |
|                   | Drepanosaurus                                                     |
|                   |                                                                   |
|                   | Megalancosaurus                                                   |
|                   |                                                                   |

|  | Drepanosaurus   |
|  |                 |
|  | Megalancosaurus |
|  |                 |

|                   | Dolabrosaurus                                                     |
|                   |                                                                   |
| Megalancosaurinae | \| \| Drepanosaurus \| \| \| \| \| \| Megalancosaurus \| \| \| \| |
|                   | \| \| Drepanosaurus \| \| \| \| \| \| Megalancosaurus \| \| \| \| |
|                   | Drepanosaurus                                                     |
|                   |                                                                   |
|                   | Megalancosaurus                                                   |
|                   |                                                                   |

|  | Drepanosaurus   |
|  |                 |
|  | Megalancosaurus |
|  |                 |

|                   | Dolabrosaurus                                                     |
|                   |                                                                   |
| Megalancosaurinae | \| \| Drepanosaurus \| \| \| \| \| \| Megalancosaurus \| \| \| \| |
|                   | \| \| Drepanosaurus \| \| \| \| \| \| Megalancosaurus \| \| \| \| |
|                   | Drepanosaurus                                                     |
|                   |                                                                   |
|                   | Megalancosaurus                                                   |
|                   |                                                                   |

|  | Drepanosaurus   |
|  |                 |
|  | Megalancosaurus |
|  |                 |

|                   | Dolabrosaurus                                                     |
|                   |                                                                   |
| Megalancosaurinae | \| \| Drepanosaurus \| \| \| \| \| \| Megalancosaurus \| \| \| \| |
|                   | \| \| Drepanosaurus \| \| \| \| \| \| Megalancosaurus \| \| \| \| |
|                   | Drepanosaurus                                                     |
|                   |                                                                   |
|                   | Megalancosaurus                                                   |
|                   |                                                                   |

|  | Drepanosaurus   |
|  |                 |
|  | Megalancosaurus |
|  |                 |